# 1888 au Nouveau-Brunswick
Chronologie du Nouveau-Brunswick
- 1884
- 1885
- 1886
- 1887
- 1888
- 1889
- 1890
- 1891
- 1892

Cette page concerne des événements d'actualité qui se sont produits durant l'année 1888 dans la province canadienne du Nouveau-Brunswick.

## Événements
- 18 janvier : le conservateur George Frederick Baird est réélu député fédérale de sa circonscription de Queen's lors d'une élection partielle organisée.
- 29 mai : George Eulas Foster devient ministre des Finances du Canada.

## Naissances
- 8 août : James Joseph Hayes Doone, sénateur.
- 26 septembre : Joseph-Enoïl Michaud, maire d'Edmundston et député.

## Décès
- 21 août : John Ferguson, sénateur.
- 2 octobre : William Taylor, député.
- 26 novembre : Thomas Storrow Brown, quincaillier, journaliste, administrateur, fonctionnaire et patriote.